# 山車人形
山車人形（だしにんぎょう）とは、祭礼の際に用いる人形の一種。山車の上に飾り、担いで運ぶ。基本は木製であり、大型のものが多い。主要な種類として、鳳凰などの神獣や、歴史上の英雄や神を模ったものや、歌舞伎、能役者を人形化したものなどがある。

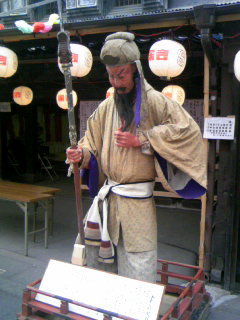
桶川祇園祭榮町祇園祭保存会所有の鉾山車の人形

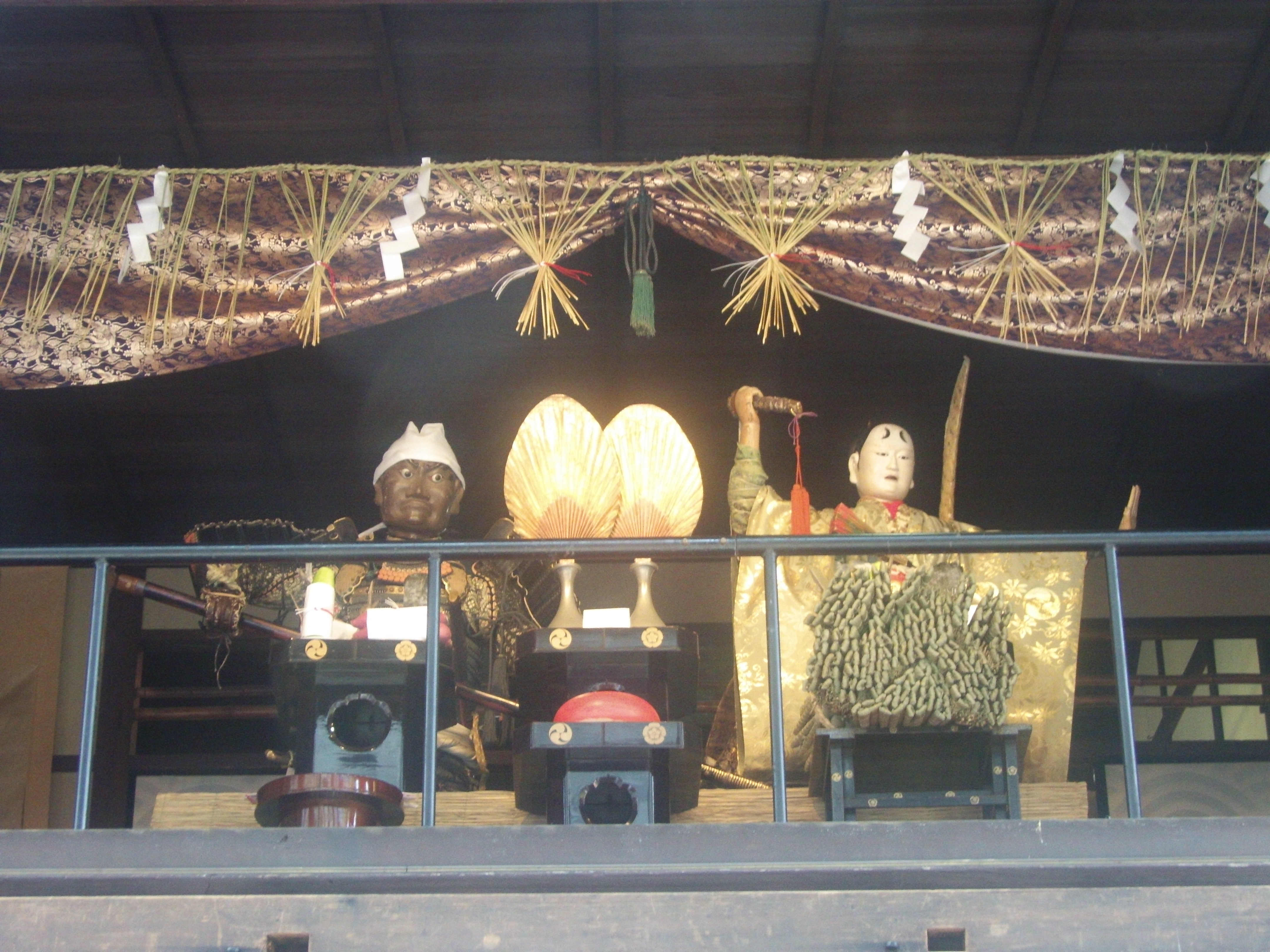
祇園祭「弁慶・牛若丸人形」

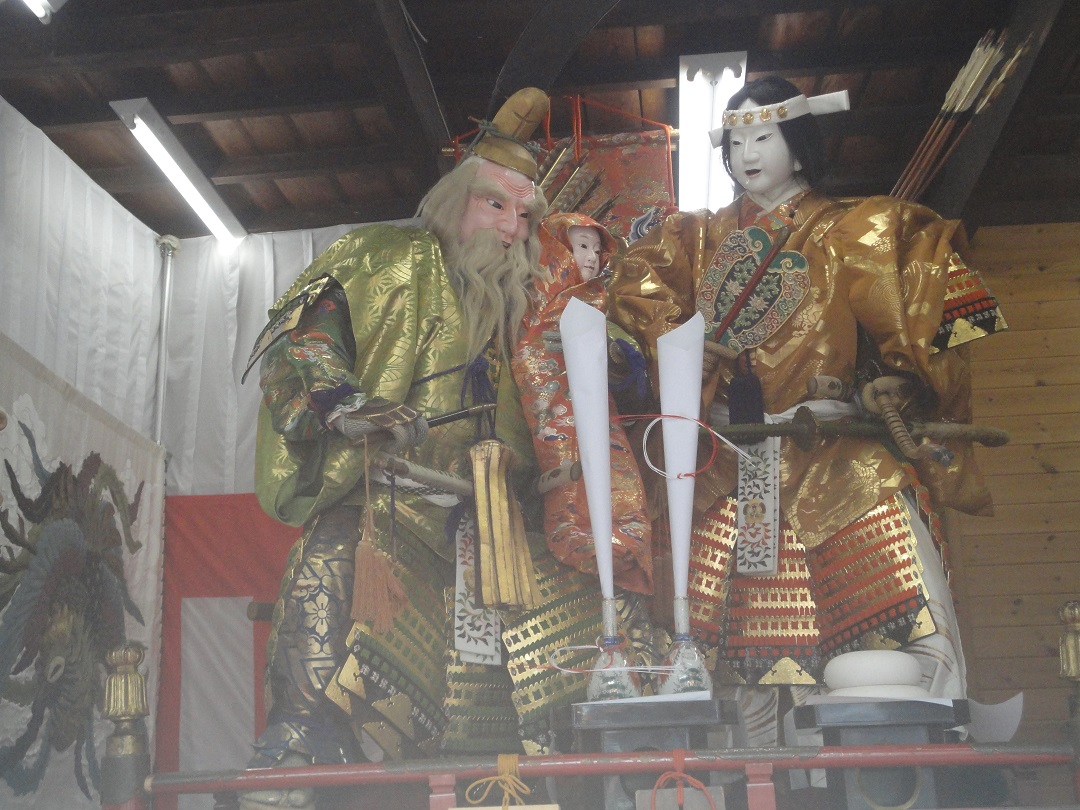
青梅大祭の山車人形「神功皇后、皇子（後の応神天皇）と臣下の武内宿禰」

## 歴史
祭礼で山車人形が使用されるようになったのは平安時代であった。室町時代になると更に発展し、華美な装飾が備えられ、曳航の際に音曲が付随して演奏されるようになる。江戸時代に入ると、カラクリ仕掛けが組み込まれた精緻な作りの人形も登場するようになった。

## 種類
八坂神社の祇園祭、名古屋の東照宮祭、江戸の山王祭と神田祭の山車人形が主に有名。それぞれに精巧な仕掛けや絢爛な装飾が施されており、工夫が凝らされている。

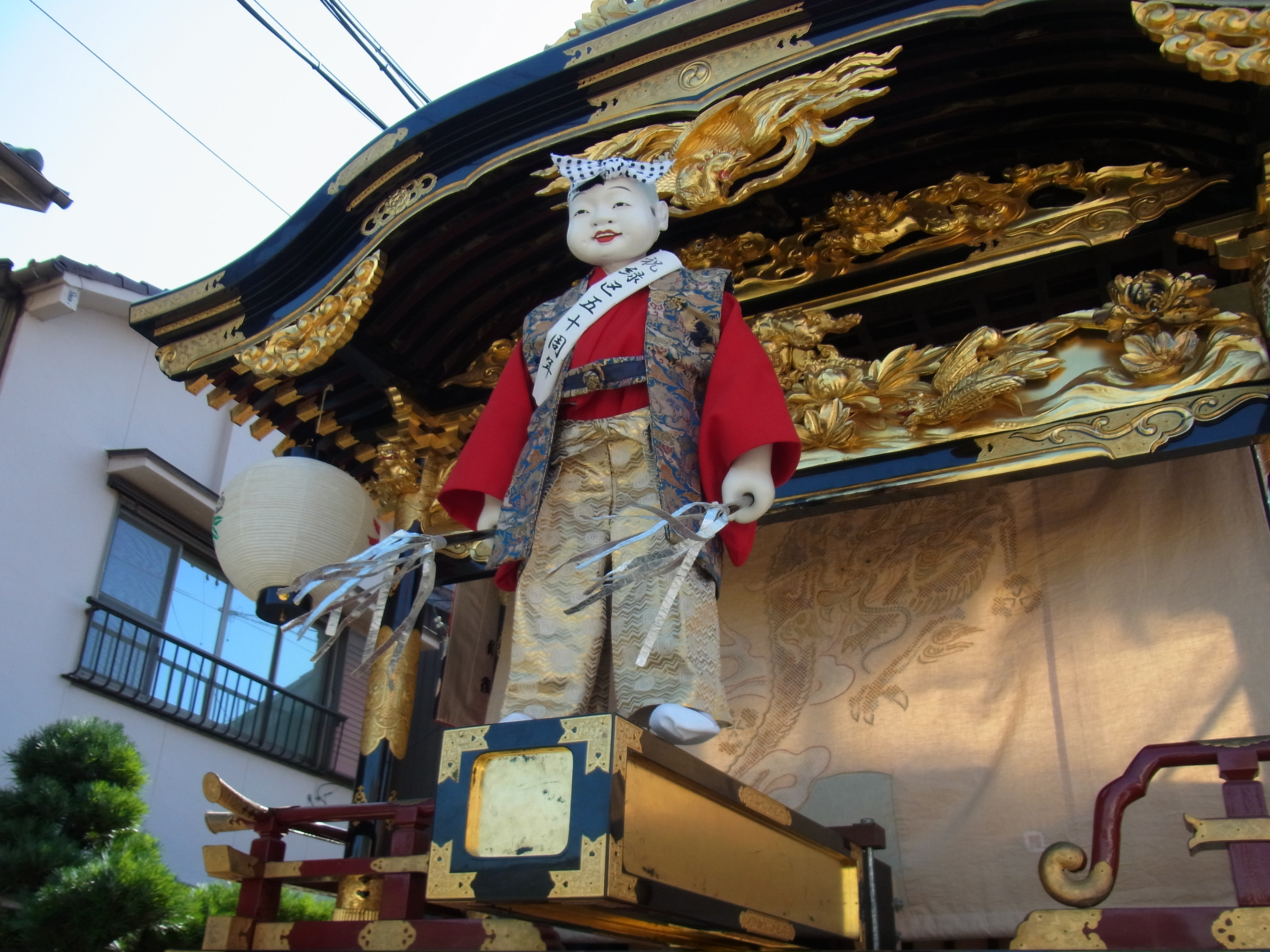
成海神社の鳴海祭の山車からくり人形